# Miguel de Benavides y Añoza
Miguel de Benavides y Añoza, O.P. (Carrión de los Condes, c.1552 - Manila, 26 de julio de 1605) fue un eclesiástico y sinólogo español.

## Biografía

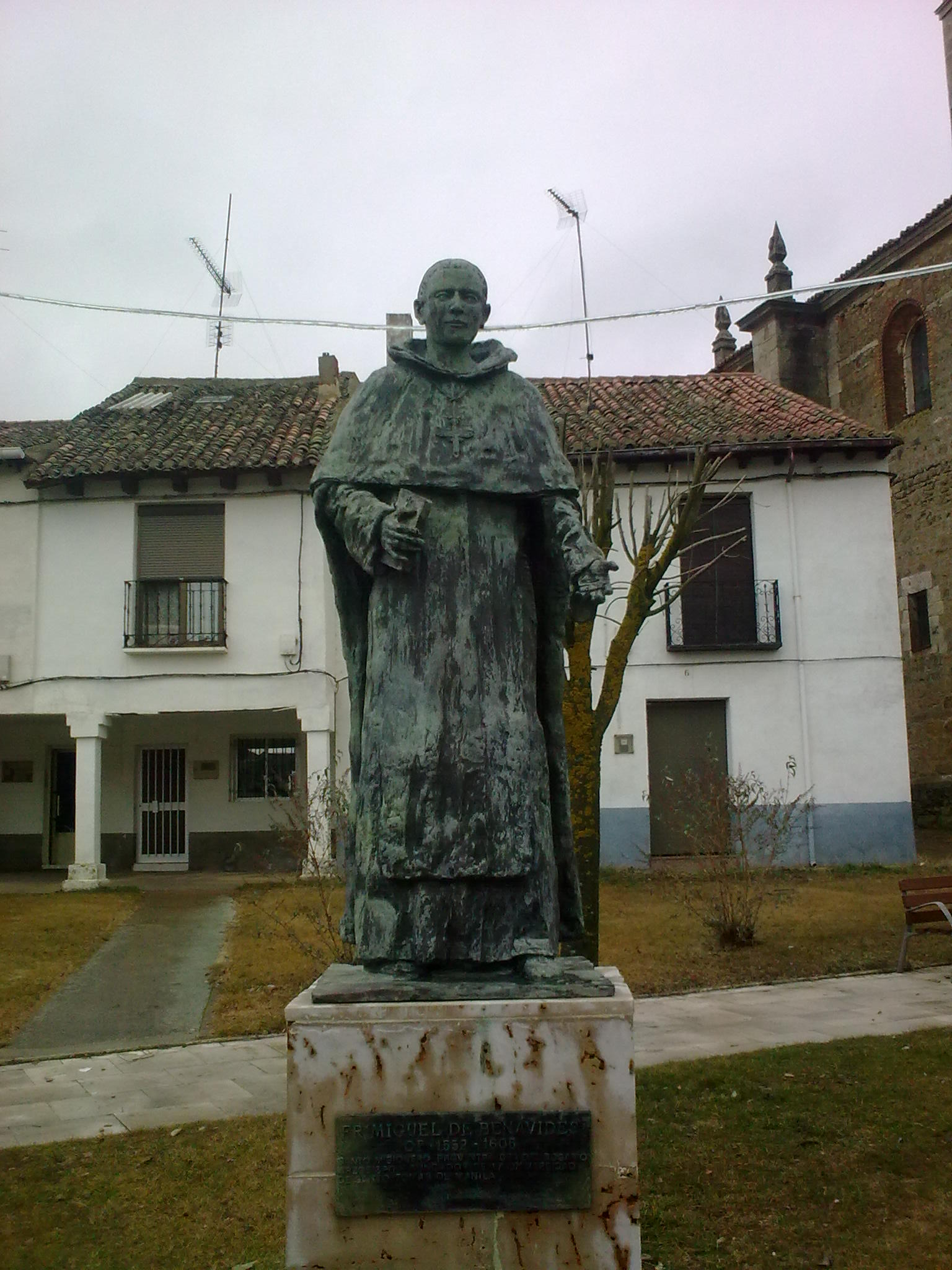
Estatua de Benavides y Añoza en Carrión de los Condes, provincia de Palencia.

Inició su vida eclesiástica en la Orden Dominica en Valladolid en 1567, y marchó a Filipinas en 1586. Desde allí, Benavides fue de los primeros dominicos que entraron en China en 1590, pero tuvo que regresar pronto a Filipinas. Junto con Juan Cobo y otros, incluyendo intelectuales y mano de obra china, estuvo muy envuelto en la publicación de los primeros impresos en las Filipinas, que han venido a considerarse como los incunables filipinos.
Fundador de la Real y Pontificia Universidad de Santo Tomás de Manila y autor de una gramática en lengua china, escrita gracias a la evangelización que realizó entre los chinos residentes en Filipinas.
Fue obispo de Nueva Segovia a finales del siglo XVI, y más tarde arzobispo de Manila.
Falleció en Manila el 26 de julio de 1605.

## Obras
- Doctrina Christina (h. 1592-93), junto con Juan Cobo. Publicada en Gayo Aragón, Jesús, O.P. Doctrina Christiana: primer libro impreso en Filipinas, facsímile del ejemplar existente en la Biblioteca Vaticana. Manila: Real y Pontificia Universidad de Santo Tomás de Manila, 1951.
- Relación de Don Fray Miguel de Benavides, Obispo de la nueua Segouia en las Islas Philipinas, del estado de la fe de su Obispado, y de la marauillosa conuersion a la mesma fe, de aquellas Prouincias
- Introducción (fechada en 1595) al Libro chino intitulado Beng Sim Po Cam, que quiere decir Espejo rico del claro corazón o Riquezas y espejo con que se enriquezca y donde se mire el claro y límpido corazón. Traducido en lengua castellana por fray Juan Cobo, de la orden de Santo Domingo. Dirigido al príncipe Don Felipe nuestro Señor (Manila, 1590?).[4]
- Instrucción para el gobierno de las Filipinas y de cómo los han de regir y gobernar aquella gente.[5]